# Fiat 500 Bicolore
La edición especial Fiat 500 Bicolore fue presentada en diciembre de 2010 en el Salón del Automóvil de Bolonia y su comercialización comenzó en enero de 2011. Disponible solo para la carrocería tipo berlina fabricada en Europa y sobre la base del Fiat 500 Pop, se inspira en los automóviles estadounidenses de la década de 1950 y el movimiento de arte pop.   En Italia, se puso a la venta en enero de 2011. En 2012 apareció la nueva serie Fiat 500 ID en exclusiva para Alemania y muy similar exteriormente, también bicolor en rojo/blanco además de otras combinaciones pero con un equipamiento más amplio.

## Características

### Exterior
Exteriormente se distingue por las llantas de aleación exclusivas, acabados en cromo y pintura bicolor: rojo para la parte inferior de la carrocería y blanco para la superior, siguiendo un esquema similar al ya visto en el Abarth 500C presentado en el verano de 2010. Los espejos retrovisores y la librea están combinados en el mismo color.

### Interior
En el interior los colores rojo y blanco de la carrocería se combinan en todo el habitáculo.

### Equipamiento
Adicionalmente, el equipamiento se enriquece incluyendo retrovisores eléctricos.